# Tilapia camerunensis
Tilapia camerunensis är en fiskart som beskrevs av Lönnberg, 1903. Tilapia camerunensis ingår i släktet Tilapia och familjen Cichlidae. IUCN kategoriserar arten globalt som sårbar. Inga underarter finns listade i Catalogue of Life.